# Kruiskapel (Beesel)
De Kruiskapel of Kasteelskapelke is een kapel in Beesel in de Nederlands Noord-Limburgse gemeente Beesel. De kapel staat aan de kruising van de Ruys van Splintersingel-Kasteel Nieuwenbroeck aan het einde van de Burgemeester Meuterlaan in het oosten van het dorp aan het begin van de oprijlaan naar Kasteel Nieuwenbroeck.
Jaarlijks komt de sacramentsprocessie langs de kapel en wordt er voor die gelegenheid een rustaltaar gebouwd en een bloementapijt aangelegd.
De kapel is gewijd aan het kruis.

## Geschiedenis
In 1910 werd de kapel gebouwd door de kasteelheer Baron von Kempis die destijds het kasteel bewoonde.

## Gebouw
De open bakstenen kapel is opgetrokken op een rechthoekig plattegrond en wordt gedekt door een zadeldak met leien. De kapel is wit geschilderd op een plint van donkere stenen. De frontgevel is een topgevel met op de top een metalen kruis en in de gevel de rondboogvormige toegang met sluitsteen waarin het jaartal 1910 gegraveerd staat. De toegang wordt afgesloten met een halfhoog metalen hek.
Van binnen is de kapel wit geschilderd en aan de achterwand is het altaar bevestigd. Boven het altaar is aan de achterwand een groot houten kruis bevestigd met daarop een corpus.